# 小倉清三郎
小倉 清三郎（おぐら せいざぶろう、1882年2月28日 - 1941年1月14日）は、大正時代に活躍した日本の性科学者、社会運動家。性の研究のため「相対会」を設立し、雑誌『相対』を出版した。山本宣治と共に「自慰」という言葉を作り、オナニーの有害説を否定した。

## 略歴
1882年、福島県須賀川生まれ。国民英学会で英語を学ぶ。同級生に辻潤がいた。キリスト教に傾倒し、熱心なクリスチャンになったが、肉欲との葛藤に悩み、性の研究を始める。26歳で東京帝国大学文学部哲学科に入学し、イギリスの性科学者ハヴロック・エリスの著作を読み、性科学の研究を本格的に始める。
29歳のとき「相対会」を設立し、1913年，『相対会第一組合小倉清三郎研究報告』を発行。『相対』という名の機関誌を発行し、購読者から性体験談を集めた。会費は年3円で会員には機関誌が毎月送られた。会員には文化人も多く、坪内逍遥、芥川竜之介、大杉栄、金子光晴、平塚雷鳥、伊藤野枝などがいた。1922年には「手淫」の代わりに「自慰」という言葉を考案し、使用を提唱した。阿部定の研究もしている。1941年に脳溢血で急死。58歳没。
清三郎が亡きあとは、妻の小倉ミチヨ（1894年 - 1967年）が雑誌の発行を続けた。赤裸々な性体験が綴られていることから、官憲から弾圧を受けたが、1944年まで刊行した。戦後になってから『相対会研究報告』全三十四巻にまとめられ、復刻出版された。